# Dolní Rychnov
Obec Dolní Rychnov (něm. Unter Reichenau) se nachází v okrese Sokolov v Karlovarském kraji. Žije zde přibližně 1 300 obyvatel.
V roce 1995 byla obec vyhlášena vesnickou památkovou zónou.
Dolní Rychnov je také název katastrálního území o rozloze 5,09 km2.

## Historie
První písemná zmínka o Dolním Rychnově je v dokumentu z roku 1309. Klášter v Teplé v ní žádá Alberta Nothafta z Vildštejna (Vildštejn - dnešní Skalná), aby mu dal náhradu za jím obsazený Rychnov.
Jiný zdroj, který vychází z textu rozhodčího nálezu z 17.7.1309 uvádí, že došlo ke sporu mezi panem Ekkardem z rodu Nothaftů, synem Alberta z Valkenawe (Falknov, nyní Sokolov) a opatem Ulrichem, představeným cisterciáckého kláštera v Bavorském Waldsassenu. Podle tohoto rozhodčího nálezu převádí Albert z Valkenawe svá práva ve vesnici Rychnov ve prospěch kláštera ve Waldsassenu. Z této listiny lze odvodit, že ves musela existovat s vysokou pravděpodobností již ve 13. století. Originální listina rozhodčího nálezu je ve sbírce Bavorského zemského archivu v Mnichově.
Z další listiny z roku 1334 vyplývá, že nejpozději k tomuto datu došlo k novému majetkovému vyrovnání mezi rodem Nothaftů a řádem Cisterciáků z Waldsassenu.
Ve 14. století opouští Nothaftové pro rostoucí královskou moc nejprve Chebsko, a potom i celé Loketsko. Při rozprodávání zdejších statků došlo i na falknovské panství. Většinu území koupil rytíř Mikuláš Winkler. Po jeho smrti připadlo dědictví jeho bratru Trostovi Winklerovi. Ten roku 1360 postupuje celé území králi Karlu IV, který mu však území udělil jako léno. V nejstarší zachovalé lenní knize z roku 1360 jsou vedena vlastnická práva a  jejich změny na odstoupených nothaftských lénech. Oblast zůstala pod královskou správou až do počátku 15. století.
Ovládnutí oblasti rodem Šliků roku 1435 ovlivnilo další rozvoj. Šlikové oblast drželi do roku 1547, kdy došlo ke konfiskaci za účast v protihabsburském povstání. Této konfiskaci se však vyhnul majitel Falknova Wolf Šlik. Za loajální postoj mu král Ferdinand I. změnil zástavní právo na dědické. Tento akt byl zapsán do zemských desek v roce 1553 a týkal se i Dolního a Horního Rychnova.
V roce 1553 připojil Wolf Šlik Rychnov k Falknovu (nyní Sokolov). K tomuto datu se Rychnov rozdělil na Dolní Rychnov a Horní Rychnov.
Éra Šliků však skončila po neúspěšném povstání českých stavů proti Habsburkům. Po bitvě na Bílé hoře musel v lednu 1621 Jan Albín Šlik, jako jeden z vůdců povstání, uprchnout ze země. V nepřítomnosti byl odsouzen k trestu smrti a konfiskaci majetku, kam patřily oba Rychnovy. Falknov a s ním i Rychnov koupili v rámci konfiskací v roce 1622 Nosticové. Ti jej vlastnili až do roku 1945.
V polovině 19. století zanikla panská správa a Dolní Rychnov se stal samostatnou obcí, která prosperovala a rychle se rozvíjela, především díky bohatým nalezištím hnědého uhlí. Od 1. ledna 1980 do 23. listopadu 1990 byla součástí města Sokolov, poté opět samostatnou obcí.
V roce 1995 bylo historické jádro obce se souborem hrázděných venkovských statků vyhlášeno vesnickou památkovou zónou.

## Přírodní poměry
Obec se nachází v Sokolovské pánvi, na jihovýchodě zasahuje do území obce svým jižním okrajem Slavkovský les.
Značná část území byla v minulosti, zejména v 19. a 20. století, postižena těžbou hnědého uhlí a následnými rekultivacemi.
Při východním okraji území obce protéká Rychnovský potok, jež pramení ve Slavkovském lese, obcí Dolnorychnovský potok, pramenící při jihovýchodním okraji zástavby Dolního Rychnova.

### Těžba uhlí
První těžba uhlí na území obce byla prováděna Matheusem Leistenerem u Staré Ovčárny, která patřila pod dolnorychnovský katastr. Několik primitivních dolů založili místní občané, převážně se jednalo o vrátkové jámy s ruční těžbou. Těžební jámy se razily většinou pouze na úroveň hladiny spodní vody. Výrazný rozvoj nastal až po nástupu Johanna Davida Starcka v roce 1833, který zde koupil dolová pole. Díky němu se stal Dolní Rychnov jednou z nejvyspělejších (bráno z hlediska těžby uhlí) obcí v Sokolovské hnědouhelné pánvi.

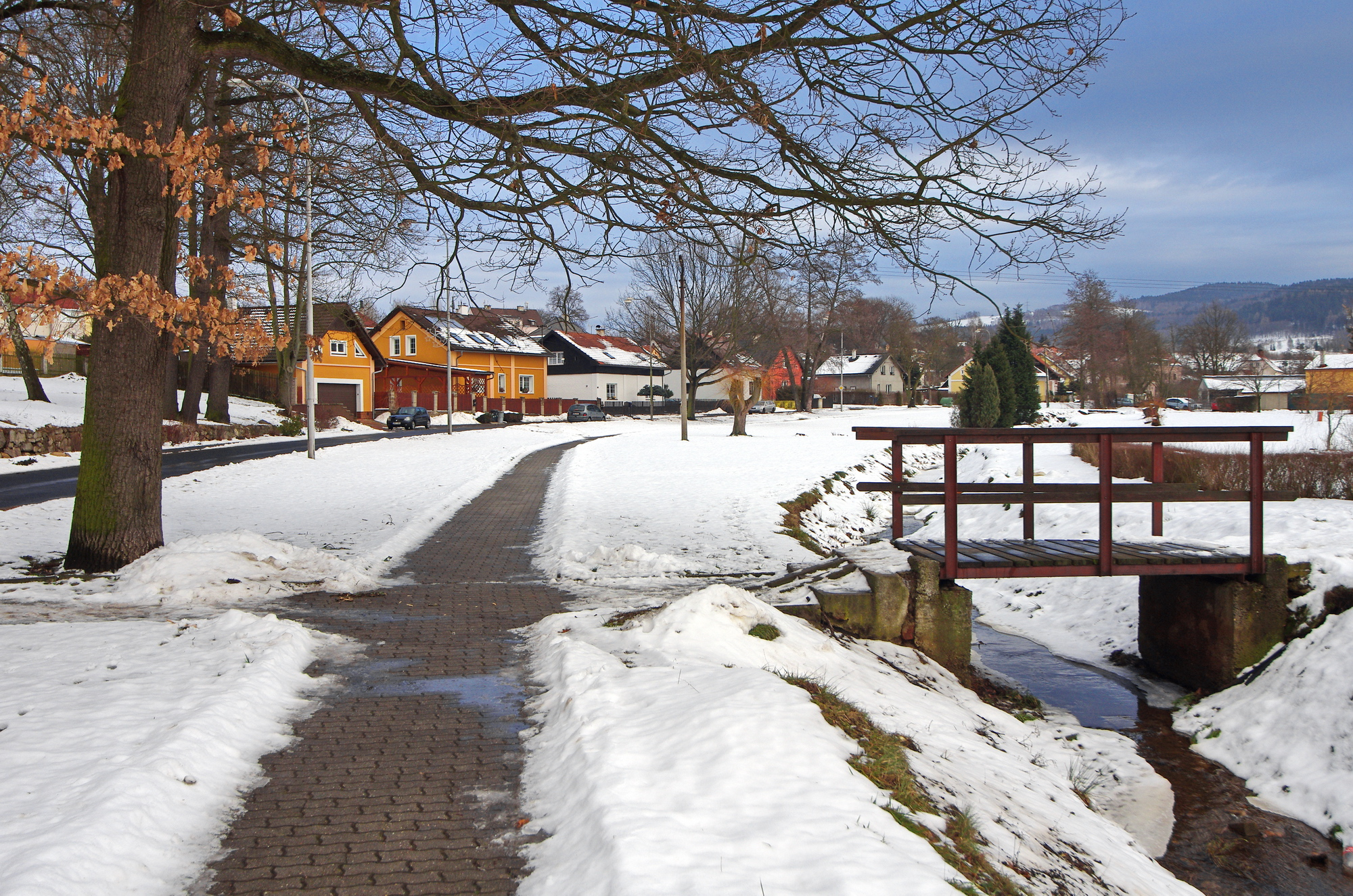
Západní část obce

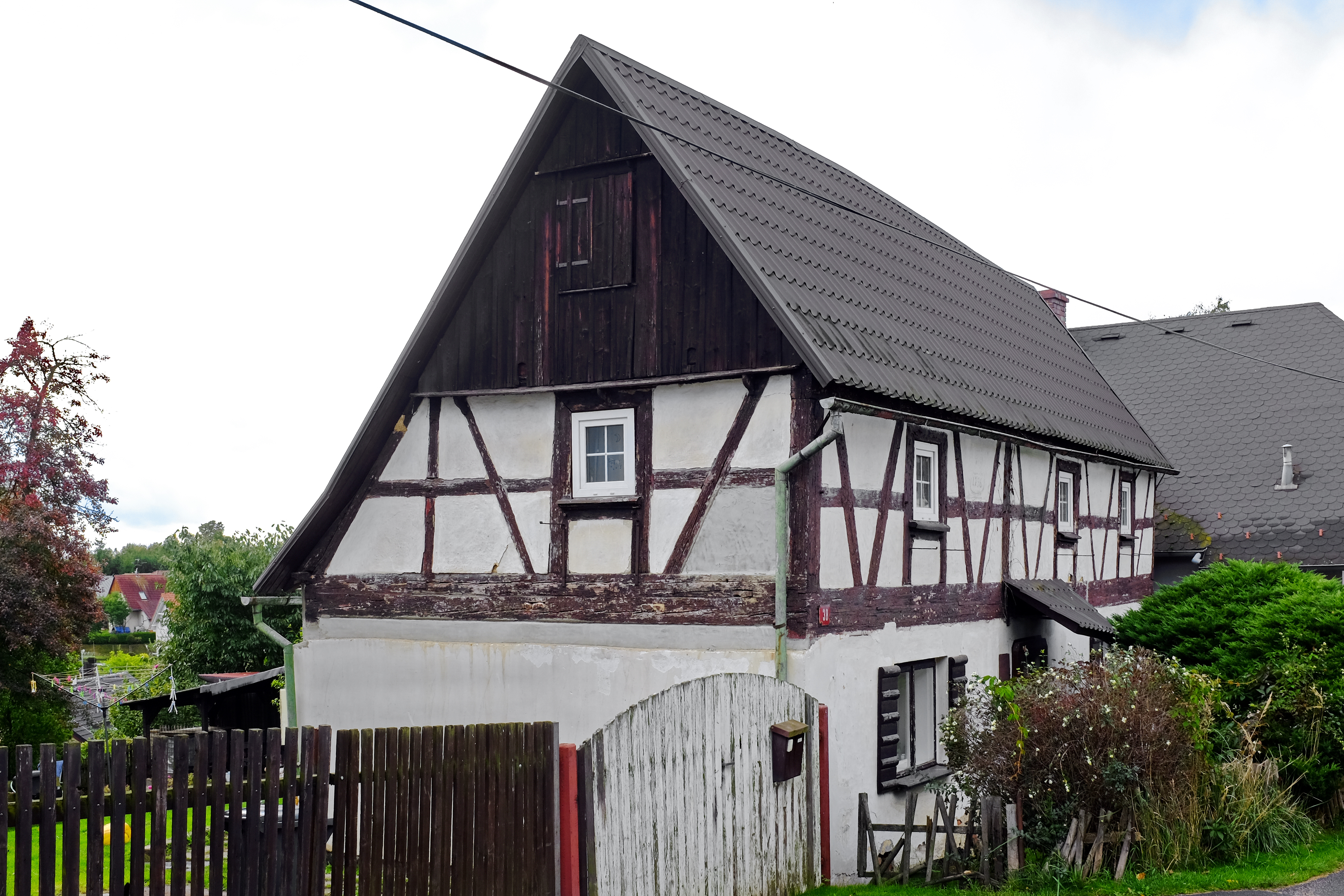
Dům Husova čp. 38

Johann David Starck nechal v obci nainstalovat jeden z prvních parních vodotěžných strojů už v roce 1834 a v roce 1835 postavit první větší průmyslový závod na výrobu sazí, různých barev a naftalínu. O dva roky později 1837 přihlásil Johann David Starck patent na výrobu kalcinovaných sazí. Ze 100 kg uhlí se získaly 3 kg sazí, určených k tiskařským účelům, které měly dobrý odbyt i do zahraničí (Sasko, Belgie, Holandsko, Porýní). Pro výrobu sazí se využívalo uhlí ze sloje Anežka, které mělo vysoký obsah bitumenu. Prakticky celý rod Starcků je spjat s těžbou uhlí v Dolním Rychnově. K odvodnění místních uhelných slojí nechal Johann Anton Starck vyrazit nejdelší dědičnou štolu (štola Svatého Antonína) v sokolovském uhelném revíru, dlouhou téměř tři kilometry. Ražba štoly probíhala v létech 1844 – 1855.
Důležitým momentem pro odbyt uhlí se stala výstavba sklárny, jejíž výstavba byla zahájena v roce 1853 a o rok později se rozběhla výroba skla. Modernizace sklárny proběhla po 1. světové válce a roční produkce okenního skla pak činila okolo 650 000 m². V roce 1925 byla zavedena technologie vertikálního tažení nekonečného pásu skla. Sklářské pece byly vytápěny generátorovým plynem, který si sklárna vyráběla sama z místního uhlí.
Značný rozvoj těžby nastal po dokončení Buštěhradské dráhy v úseku Karlovy Vary – Cheb. Stavba úseku dráhy Karlovy Vary – Cheb byla zahájena v roce 1868, úsek byl uveden do provozu 19. září 1870. Již v roce 1871 byla zprovozněna vlečka z Citic do Dolního Rychnova dlouhá 2,1 km. Uhlím z místních dolů byla zásobována elektrárna v Dolním Rychnově, kde byla nejprve provedena v roce 1886 instalace dynama pro provoz obloukových lamp k osvětlení nakládací rampy dolu Boghed, v roce 1907 byl osazen první parní turbogenerátor o výkonu 500 kW. Elektrárna v Dolním Rychnově byla v provozu do roku 1968. Část vytěženého uhlí se později zpracovávala na brikety v místní briketárně s prstencovými lisy. Briketárna byla v provozu v letech 1922 až 1968.
| Typ | Název                             | V provozu   |
| --- | --------------------------------- | ----------- |
| důl | Kern                              | 1797 – 1890 |
| lom | Gesteinig                         | 1848 – 1893 |
| důl | Boghead (Antonín)                 | 1881 – 1941 |
| lom | Luitpold (Antonín)                | 1881 – 1965 |
| důl | Stará Anežka                      | 1898 – 1907 |
| důl | Max                               | 1900 – 1906 |
| důl | Nová Anežka                       | 1907 – 1943 |
| lom | Sylvestr (Silvestr) (Antonín II.) | 1939 – 1981 |

## Obyvatelstvo
Při sčítání lidu v roce 1921 zde žilo 2 597 obyvatel, z nichž bylo 88 Čechoslováků, 2 425 Němců a 84 cizinců. K římskokatolické církvi se hlásilo 2 514 obyvatel, 42 k evangelické církvi a 41 bylo bez vyznání.
| Rok            | 1869 | 1880  | 1890  | 1900  | 1910  | 1921  | 1930  | 1950  | 1961  | 1970  | 1980  | 1991  | 2001  | 2011  |
| -------------- | ---- | ----- | ----- | ----- | ----- | ----- | ----- | ----- | ----- | ----- | ----- | ----- | ----- | ----- |
| Počet obyvatel | 893  | 1 564 | 1 917 | 2 197 | 2 058 | 2 597 | 3 543 | 2 714 | 2 474 | 1 879 | 1 485 | 1 190 | 1 245 | 1 477 |
| Počet domů     | 84   | 106   | 132   | 140   | 141   | 173   | 261   | 334   | 321   | 314   | 283   | 270   | 282   | 338   |

| Rok            | 1869  | 1880  | 1890  | 1900  | 1910  | 1921  | 1930  | 1950  | 1961  | 1970  | 1980  | 1991  | 2001  | 2011  |
| -------------- | ----- | ----- | ----- | ----- | ----- | ----- | ----- | ----- | ----- | ----- | ----- | ----- | ----- | ----- |
| Počet obyvatel | 1 002 | 1 676 | 2 044 | 2 331 | 2 173 | 2 697 | 3 629 | 2 768 | 2 474 | 1 879 | 1 485 | 1 190 | 1 245 | 1 477 |
| Počet domů     | 97    | 120   | 148   | 156   | 158   | 191   | 279   | 351   | 321   | 314   | 283   | 270   | 282   | 338   |

## Obecní správa
V letech 1850 až 1879 k obci patřily Hlavno, Rudolec, Šabina a Tisová.

## Současnost
V současnosti je Dolní Rychnov především baštou rodinných domků. V místě bývalého lomu Silvestr bylo po jeho dotěžení, zasypání a provedené rekultivaci, vybudováno na výsypce Silvestr golfové hřiště s 18 jamkami, částečně zasahující do Sokolova, většinově do Dolního Rychnova.
Vytěžený povrchový lom Antonín sloužil jako výsypný prostor pro jiné uhelné lomy. Po jeho zasypání a dokončení lesní rekultivace vzniklo na výsypce Antonín zajímavé arboretum, které je jednou z lokalit Geoparku Egeria, části Česko-bavorského geoparku.
V roce 2019 došlo k propojení Dolního Rychnova s městem Sokolov cyklostezkou a jejím napojením na cyklostezku Ohře.